# Chef
Um chefe de cozinha, também chamado de chef de cozinha (do francês "chefe"), mestre-cuca e chefe executivo, é um cozinheiro com um nível diferenciado de habilidades em sua profissão e que, além de elaborar pratos, também planeja cardápios, gerencia as compras de ingredientes, organiza a cozinha e supervisiona os serviços dos cozinheiros desde o pré-preparo até a finalização de alimentos, observando métodos de cocção e padrões de qualidade. Mais do que um cozinheiro, o chefe de cozinha atua como um gerente das cozinhas de restaurantes, hotéis, hospitais, residências e outros locais de refeições.

## Etimologia
A palavra "chef" é uma abreviação do termo francês "chef de cuisine" que, por sua vez, se origina latim "caput", que significa "cabeça".

## Organização básica de uma cozinha
A equipe de um restaurante ou uma cozinha industrial é formada por uma brigada de profissionais em que cada um tem sua tarefa bem definida dentro de sua especialidade, todos comandados pelo chefe de cozinha. Não é incomum referir-se a cada um deles pelo nome de sua profissão no idioma francês.

### Chefe
O chefe de cozinha, ou chef executivo, é o responsável por todas as coisas relacionadas à cozinha, que normalmente inclui a criação de menus, gestão, programação e folha de pagamento dos funcionários da cozinha inteira; ordenação e chapeamento de design. supervisiona a saída de iguarias preparadas, assegurando que elas correspondam aos pedidos e sejam perfeitas sob todos os pontos de vista.

### Souschef
O chef de cuisine, Souschef (sub-chefe da cozinha) é o assistente direto do chef executivo, o segundo no comando. Essa pessoa pode ser responsável por agendar a sua substituição quando o chef executivo está de folga. O souschef pode também substituir ou auxiliar o Chef de Partie quando necessário. No entanto, não pode substituir posições menores na cozinha.
Mantêm o setor de mercadorias, conforme as necessidades do estabelecimento. Prepara todas as carnes (limpa, corta, etc.).
Prepara todos os peixes. Confecciona os pratos frios, molhos frios e acepipes. Distribui os gêneros às restantes partidas durante o serviço, a medida que vão sendo encomendadas pelo chef. Confecciona e decora o buffet frio, tendo para efeito, nas grandes casas o "chef de froid".

### Saucier
Confecciona as bases e molhos de carne. Confecciona todas as carnes e aves estufadas, salteadas e fritas. Confecciona a caça exceto a assada ou grelhada. Este cargo é ocupado pelo segundo chef nos estabelecimentos menores.

### Chef de partie
O chef de partie, ou chef de partida, é o indivíduo encarregado a uma determinada área da produção. Nas grandes cozinhas, cada chef de partida pode ter vários cozinheiros e / ou assistentes.

### Aboyeur
O aboyeur é o responsável por levar o pedido da sala de jantar à cozinha, ou outro empregado da cozinha responsável por anunciar o pedido em voz alta para a brigada. Pode também dar uns retoques nos pratos antes de serem levados, embora em geral seja feito por um sous-chef ou um chef de partie.

### Boucher
O boucher é o açougueiro da cozinha.

### Entremétier
Prepara petiscos, entradas quentes e muitas vezes prepara as sopas, ovos, legumes, caldos brancos, massas e féculas. Em um sistema completo de uma brigada, um potagier prepara sopas e um légumier prepara legumes.

### Garde-Manger
Responsável pela preparação de alimentos frios, que incluem saladas, aperitivos frios, patês e outros itens de charcutaria.

### Légumier
Entremétier que prepara legumes.

### Pâtissier
Prepara massas, doces, gelados e sobremesas. Especializados na confecção de bolos, sobremesas e pães e outros assados e atuam em grandes hotéis e bistrôs e restaurantes e padarias.

### Poissonier
Prepara os peixes, mas em geral não é o indivíduo que os abate. Prepara os molhos e o fumet. Confecciona o molho holandês e bearnês.

### Potagier
Entremétier que prepara sopas.

### Rôtisseur
Prepara carnes assadas e ao vapor e cozida também, com seu molho apropriado. Confecciona os grelhados e os fritos. Prepara e confecciona todas as batatas a serem fritas.

### Trancheur
De acordo com Silva Filho (1996) existe ainda o Trancheur, que trabalha na sala, em colaboração ao maître, e é quem prepara algumas especialidades que são finalizadas à mesa, como destrinchar uma ave, ou preparar diante dos fregueses a Crepe Suzette ou camarão à Marie Stuart, por exemplo.

### Tournant
Silva Filho acrescenta o tournant, que substitui folgas e férias.

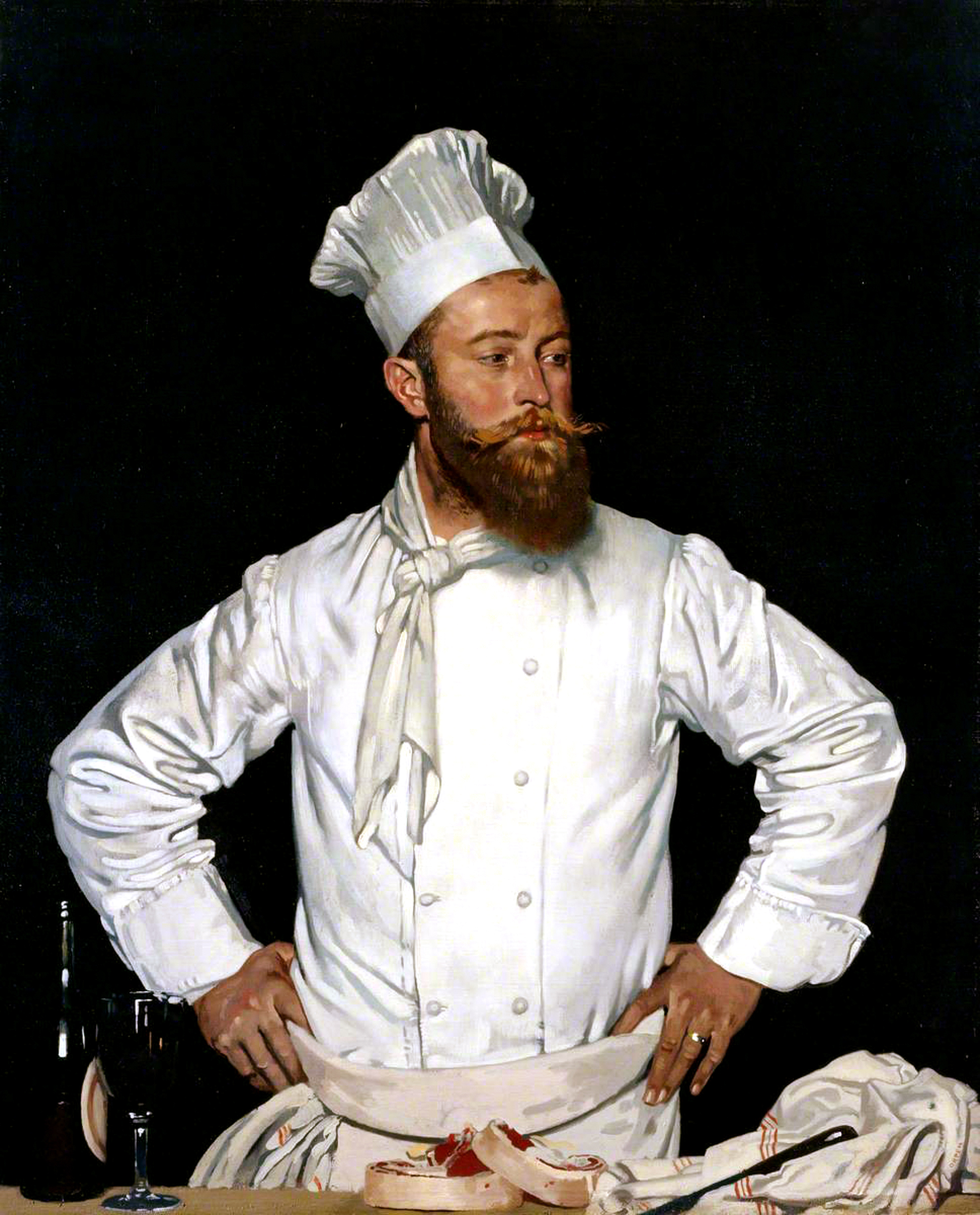
O chef do Hotel Chatham, Paris, óleo sobre tela de William Orpen (1921).

O número de pessoas que integra a brigada da cozinha depende do tipo de estabelecimento, das instalações, da organização, do pessoal (a tempo parcial, em formação, ou já formado) e da seleção das ementas e tipos de confeção.
Basicamente diferenciam-se 3 tipos de brigada:
- Brigada pequena (até 7 elementos)
- Brigada média (no mínimo 8 elementos)
- Brigada grande (no mínimo 15 elementos)

## Variações
- Cozinheiro de bordo[6]
- Cozinheiro de cerveja
- Cozinheiro offshore (necessário treinamento específico para trabalhar embarcado)[6]
- Cozinheiro do serviço doméstico
- Cozinheiro hospitalar
- Cozinheiro industrial
- Cozinheiro particular (personal chef)
- Cozinheiro salgador